# Hasta que te conocí (serie de televisión)
Hasta que te conocí es una serie de televisión biográfica basada en la vida del cantautor mexicano Juan Gabriel, producida por Somos Productions y BTF Media y distribuido por Disney Company Latinoamérica. para TNT. Está protagonizada por Julián Román como el personaje titular, junto a Dolores Heredia y un gran elenco de soporte. se estrenó oficialmente el 18 de abril de 2016 y concluyó el 27 de junio de 2016. Carlos Prizzi asumió como "Productor General" de la Serie en mayo de 2015. 
Las grabaciones iniciaron el 12 de octubre de 2015 en la Ciudad de México, luego de que un equipo de investigación de campo de Datafull, encabezado por Carlos Prizzi, *Productor General de la Serie* realizara seguimiento a la vida de Juan Gabriel. Para el orden cronológico [ Carlos Prizzi ] mantuvo largas horas reunido con el Protagonista [Juan Gabriel] y para poder recrear los lugares en los que el divo de Juárez vivió desde su infancia hasta su edad adulta. 
Fue nominada a los Premios Platino 2017 en la categoría "Mejor Miniserie o Teleserie Cinematográfica Iberoamericana" y a los Premios Emmy Internacional 2017 en la categoría "Programa estelar de Estados Unidos en otro idioma". Todos los Premios de esta serie fueron recibidos por su Productor General, Carlos Prizzi .  

## Sinopsis
Hasta que te conocí es una serie televisiva que narra la vida del reconocido compositor y cantautor mexicano Alberto Aguilera Valadez, conocido como Juan Gabriel, "El Divo de Juárez". La narración comienza con el noviazgo de sus padres, Gabriel Aguilera Rodríguez y Victoria Valadez Rojas, las dificultades que enfrentaron y las difíciles situaciones que marcaron su nacimiento, su infancia y adolescencia, lo que no impidió que cumpliera su destino y sus sueños de hacer una carrera musical y obtener la fama. La serie culmina con el emblemático concierto que da en el Palacio de Bellas Artes en 1990. Relata  cómo su afición y talento musical lo ayudaron a vencer las circunstancias difíciles que marcaron su vida desde antes de su nacimiento, el abandono de su madre, su vida como interno en una escuela de mejoramiento social, su estadía en la cárcel por una acusación falsa, la superación de la pobreza gracias a su talento y muestra los prejuicios que tuvo que enfrentar para imponerse en el medio artístico convirtiéndose en un ícono musical profundamente apreciado en toda América Latina. Alberto Aguilera Valadez primero adoptó el nombre Adán Luna en sus inicios en Ciudad Juárez y luego, por exigencias de la disquera, asumió un nuevo nombre artístico, Juan Gabriel, en honor a su maestro y a su padre, y bajo ese nombre inició con su primer sencillo No tengo dinero, una rutilante carrera llena de grandes éxitos y favorecida por millones de fanáticos de distintas generaciones.

## Reparto
- Julián Román como Juan Gabriel
- Carlos Yorvick como Juan Gabriel/Adan Luna (adolescente)
- Dolores Heredia como Victoria Valadez
- Damayanti Quintanar como Virginia Aguilera Valadez
- Andrés Palacios como Daniel Mijares
- Ernesto Gómez Cruz como Juanito
- Irán Castillo como María Romero
- Verónica Langer como Micaela
- Mónica Dionne como María de Jesús Meana
- Julio Bracho como el General Puentes
- Marcela Guirado como Claudette
- Anette Michel como Doña Ofelia de Puentes
- Gustavo Sánchez Parra como Óscar
- Fernando Becerril como José Guadalupe (abuelo)
- Enoc Leaño como "Coladeras"
- Armando Espitia como Eder
- Gonzalo Vega Jr. como "El Jalapeño"
- Antonio de la Vega como Joe Vías
- Mauricio Isaac como Lizandro
- Rodrigo Oviedo como Cornelio Reyna
- María Rojo como Maribel
- Odemaris Ruiz como Marcia
- Marco Treviño como Eduardo Magallanes
- Aarón Balderi como Mauricio Galván
- Alejandro Calva como Enrique Okamura
- Veronica Merchant como Esperanza McCulley
- Ricardo Polanco como Delfino
- Damiana Villa como Queta Jiménez "La Prieta Linda"
- Sofía Espinosa como Lola Beltrán
- Saúl Hernández (Actor) como Nacho
- Isabel Burr como Verónica Castro
- Paloma Ruiz de Alda como Rocío Dúrcal (adulta)
- Aleyda Gallardo como Chelo Silva
- Carlos Corona como Chucho Ferrer
- Geraldine Zinat como Consuelito Velázquez
- Carlos Aragón como Raúl del Valle
- Gala Montes como Rosenda
- Luz Ramos como Meche
- Yoandra Suárez como Odalys
- Francisco Angelini como Tomás
- Natalia Plasencia como Churumbela
- Tenoch Huerta como Nereo
- Juan Alejandro Ávila como Policía
- Juan Ríos como David Bencomo
- Alberto Guerra como Jesús Salas
- Giovanna Zacarías como Lucha Villa
- Fernando Safarti como Padre Tomás
- Gabriela Roel como Brígida
- Michel Chauvet como Manuel Alvarado
- Ricardo Korkowski como Federico Juárez (joven)
- Guillermo Villegas como Reynold
- Nohek Yoali como Alberto Aguilera Valadez (a los 3 años)
- Ricardo Zertuche como Alberto Aguilera Valadez (a los 5 años)
- Matías del Castillo como Alberto Aguilera Valadez (a los 8 años)
- Alejandro Felipe Flores como Alberto Aguilera Valadez (a los 13 años)
- Claudia Pineda como Victoria Valadez (joven)
- Pablo Azar como Gabriel Aguilera Rodríguez (joven)
- Renée Lavalle como Lupita
- Mauro Mauad como Gabriel Aguilera Rodríguez (adulto)
- Geraldine Galván como Virginia Aguilera Valadez (joven)
- Ana Karina Guevara como Doña Hortensia
- Javier Ruiz como Gabriel Aguilera Valadez (a los 10-12 años)
- Emiliano Pérez de León como Pablo Aguilera Valadez ( a los 6-8 años)
- Alessio Valentini como Miguel Aguilera Valadez ( a los 8-10 años)

## Episodios
| N.º | Nombre de episodio       | Dirección            | Fecha de primera transmisión. |
| --- | ------------------------ | -------------------- | ----------------------------- |
| 1   | El recién llegado        | Álvaro Curiel        | 18 de abril de 2016           |
| 2   | Adiós Papá               | Álvaro Curiel        | 18 de abril de 2016           |
| 3   | Un Mundo Nuevo           | Álvaro Curiel        | 25 de abril de 2016           |
| 4   | Todo está perdido        | Álvaro Curiel        | 25 de abril de 2016           |
| 5   | La Jaula del Palomo      | Álvaro Curiel        | 2 de mayo de 2016             |
| 6   | El Precio de la Libertad | Álvaro Curiel        | 9 de mayo de 2016             |
| 7   | Primera Llamada          | Rigoberto Castañeda  | 16 de mayo de 2016            |
| 8   | El Sueño de Vivir        | Rigoberto Castañeda  | 23 de mayo de 2016            |
| 9   | Camino a la Fama         | Rigoberto Castañeda  | 30 de mayo de 2016            |
| 10  | La Luna ya se metió      | Alfonso Pineda Ulloa | 6 de junio de 2016            |
| 11  | Se acabó el después      | Alfonso Pineda Ulloa | 13 de junio de 2016           |
| 12  | Hasta Que Te Conocí      | Alfonso Pineda Ulloa | 20 de junio de 2016           |
| 13  | El Divo                  | Alejandro Aimetta    | 4 de julio de 2016            |

## Inicio
La serie se estrenó el 18 de abril de 2016 por TNT Latinoamérica.
Se emitió también entre el 24 de abril de 2016 hasta el 26 de junio de 2016 en Chilevisión en Chile.
La serie se emitió por la pantalla de TV Azteca el domingo 10 de julio de 2016. Finalizó el domingo 28 de agosto del mismo año, por casualidad ese mismo día fallece Juan Gabriel a la edad de 66 años.
La serie llegó a Estados Unidos el 11 de septiembre de 2016 a través de la cadena hispana Telemundo.
El canal chileno TVN comenzó a emitir la serie el sábado 25 de septiembre de 2021.